# Indomegoura nigrotibiae
Indomegoura nigrotibiae är en insektsart. Indomegoura nigrotibiae ingår i släktet Indomegoura och familjen långrörsbladlöss. Inga underarter finns listade i Catalogue of Life.